# Аэродром Ласнамяэ
Аэродром Ла́снамяэ (эст. Lasnamäe lennuväli) — бывший аэродром в Таллине, Эстония. Разрушен в 1982 году.
Построен в 1919 году. Находился в 5 км (3,1 миль) восточнее от центра Ласнамяэ. 30 января 1919 года с аэродрома был совершён первый полёт. До конца Эстонской свободительной войны Ласнамяэ оставался единственной базой для сорока самолётов Эстонии. 
В настоящее время на месте взлётно-посадочной полосы расположены жилые дома, а новый аэропорт располагается в 4,5 км (2,8 миль) юго-западнее прошлого места.